# 黒崎秀明
黒崎 秀明（くろさき しゅうめい、1911年 - 1976年2月24日）は、岡山県岡山市出身の脚本家、郷土史家。

## 来歴
1911年、岡山市蕃山町で生まれる。1927年、岡山第一商業高校（現・岡山東商業高校）卒業後、上京し、独学で劇作を学ぶ。
戦後、NHK岡山放送局専属のシナリオライターとして活躍した。
また、版画が上手く、1967年、『版画 岡山後楽園』を出版した。郷土史研究を行っており、晩年は、岡山県の人物に関する著書を出版した。

## 著書
- 『放送劇名作選 新選ラジオドラマ』（森本治吉 共著） 日本放送出版協会、1942年。
- 『僕等の海軍史物語』 文修堂、1943年。
- 『版画 岡山後楽園』 河出書房新社、1967年。
- 『岡山の人物』（岡山文庫 44） 日本文教出版、1971年。
- 『岡山県人』（日本人国記） 新人物往来社、1974年。